# Phaenocarpa californica
Phaenocarpa californica är en stekelart som beskrevs av Fischer 1974. Phaenocarpa californica ingår i släktet Phaenocarpa och familjen bracksteklar. Inga underarter finns listade i Catalogue of Life.